# Whale and Dolphin Conservation
Whale and Dolphin Conservation (WDC) és una organització no governamental britànica dedicada a la protecció dels cetacis, és a dir, les marsopes, els dofins, les balenes i espècies afins.
Fou creada el 1987 i la seva seu es troba a Chippenham, al comtat anglès de Wiltshire. Té oficines a l'Argentina, Austràlia, Àustria, Alemanya i els Estats Units. És especialment coneguda per la seva lluita contra la caça de cetacis i els mètodes de pesca que capturen cetacis accidentalment.
És un soci reconegut per la Convenció Sobre la Conservació de les Espècies Migratòries d'Animals Silvestres i diverses convencions annexes, com ara l'ASCOBANS (Acord per a la conservació de petits cetacis del mar Bàltic, Atlàntic nord-est, mar d'Irlanda i mar del Nord). Forma part del comitè consultiu de diverses convencions governamentals europees. A més a més, duu a terme missions a Amèrica i Àsia.
Juntament amb l'ASCOBANS i l'ACCOBAMS (Acord sobre la conservació dels cetacis en la Mar Negra, la Mar Mediterrània i la Mar Atlàntica Contigua), fou coimpulsora de l'Any del Dofí el 2007.